# Севастиан (Фомин)
Севастиа́н Караганди́нский (в миру — Стефа́н Васи́льевич Фоми́н; 28 октября [10 ноября] 1884, село Космодемьянское, Орловская губерния — 19 апреля 1966, Большая Михайловка, Караганда, Казахская ССР) — архимандрит Русской православной церкви.
Прославлен в лике преподобноисповедников в 2000 году.

## Жизнеописание
Родился в 1884 году в крестьянской семье Василия и Марфы. В четырёхлетнем возрасте умер отец, а через год мать. После смерти родителей с пяти лет жил с семьёй старшего брата Илариона. Средний его брат, Роман, принял постриг в Оптиной пустыни с именем Рафаил.
3 января 1909 года поступил келейником к старцу Иосифу (Литовкину) в скит Оптиной пустыни. В 1917 году пострижен в мантию с именем Севастиан. После официального закрытия Оптиной 10 (23) января 1918 года монастырь продолжал существовать под видом сельскохозяйственной артели. В 1923 году богослужение было полностью прекращено, и власти приступили к выселению монахов. Отец Севастиан находился в то время под духовным окормлением старца Нектария Оптинского.
В 1927 году принял священство от епископа Калужского. После кончины старца Нектария в 1928 году приехал в город Козлов (с 1932 — Мичуринск), где служил в приходском Ильинском храме по 1933 год, вплоть до своего ареста (настоятелем храма до ареста в 1930 году был протоиерей Владимир Нечаев — отец будущего митрополита Питирима). Был приговорён к 7 годам исправительно-трудовых лагерей и отправлен в Тамбовскую область на лесоповал; через год был переведён в Карлаг в поселок Долинка, куда прибыл 26 мая 1934 года.
После освобождения из заключения, которое случилось 29 апреля 1939 года, остался в селе Большая Михайловка под Карагандой, где в домах «нелегально» совершал требы, хотя разрешения на это (т. е. регистрации в качестве «служителя культа») со стороны властей не имел. Община о. Севастиана в Большой Михайловке, с 1940-х годов имевшая молитвенное помещение, подпала под действие постановления Совета министров СССР «Об изменении порядка открытия молитвенных зданий» от 17 февраля 1955 года. В 1955 году было дано разрешение на её регистрацию; был построен храм, который освятили в честь Рождества Пресвятой Богородицы.
22 декабря 1957 года архиепископом Петропавловским и Кустанайским Иосифом (Черновым) был возведён в сан архимандрита и награждён Патриаршей грамотой «За усердное служение Церкви». В 1964 году ко дню ангела был награждён архиерейским посохом — наградой, редкой для архимандритов.
16 апреля 1966 года принял постриг в схиму от епископа Волоколамского Питирима (Нечаева), прибывшего к нему для совершения пострига.
Скончался 6 (19) апреля 1966 года — на Радоницу; был погребён на Старом Михайловском кладбище Караганды.

## Канонизация
Прославлен в 1997 году как местночтимый святой Алма-Атинской епархии.
22 октября 1997 года были обретены его мощи, со 2 мая 1998 года покоящиеся во Введенском соборе Караганды.
Причислен к лику святых новомучеников и исповедников Церкви Русской на Юбилейном Архиерейском соборе в августе 2000 года для общецерковного почитания.